# نووپوکروفسکی (باشقیرستان)
نووپوکروفسکی (انگلیسی: Novopokrovsky, Republic of Bashkortostan) یک شهرک در شهرستان زیلایرسکی استان باشقیرستان کشور روسیه است.